# Jan Boeckhorst
Jan Boeckhorst, ou Jan ou Johann Bockhorst (Münster, 1604 – Anvers, 21 avril 1668) est un peintre baroque.
Il fut un collaborateur de Pierre Paul Rubens. Boeckhorst prenait rarement la peine de signer ou de dater ses œuvres, de sorte que beaucoup parmi celles-ci furent attribuées à Rubens ou à Antoine van Dyck, dont il était l’ami. Entretemps, l’histoire de l’art lui a reconnu la paternité de bon nombre d’œuvres, par comparaison de styles ou en se basant sur des pièces d’archives. Avec ses représentations de saints, il se mit au service de la Contre-Réforme. Bien qu’il soit né en Allemagne, on compte Boeckhorst parmi les peintres de l'École flamande.

## Biographie

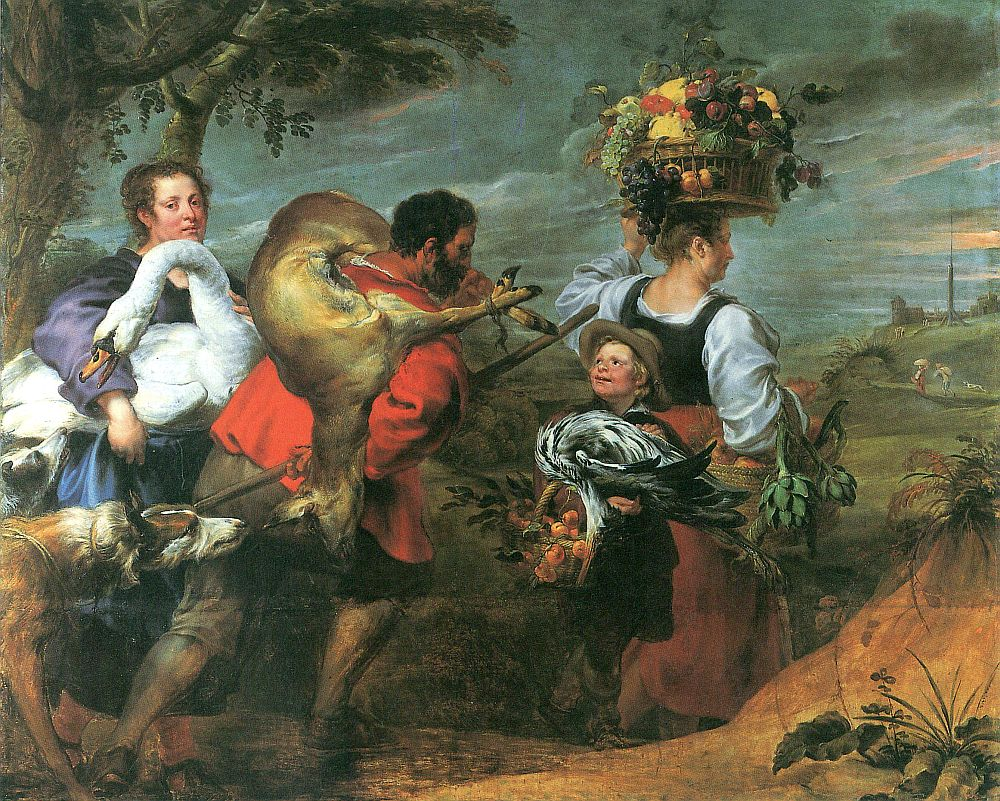
Paysans sur le chemin du marché
(avec Frans Snyders 1630-1640)
(maison de Rubens, Anvers)

Johann Bockhorst (Jan Boeckhorst) naît en 1604 dans une famille de notables de Münster qui jouissait d’une certaine considération : son père, Heinrich, juriste, fut membre du conseil et bourgmestre de la ville de 1619 à 1627, et avant lui, son grand-père, Albert, également juriste, avait déjà été bourgmestre de 1568 à 1572. Johann est le second des douze enfants que Heinrich Bockhorst aura avec Catharina Helskamp, la fille d’un juge de Rees. Plus tard, l'aîné, baptisé Albert comme son grand-père, gagnera la faveur du prince-évêque Bernhard von Galen et sera président du chapitre et de la collégiale de la St.-Mauritz-Kirche (église Saint-Maurice) de Münster, et un autre fils, prénommé Heinrich comme son père, suivra les pas de ce dernier et deviendra juriste à son tour. Ainsi, au départ, rien dans son environnement familial ne semble prédisposer Johann Bockhorst à devenir peintre. Ses débuts non plus ne laissent rien présager de la voie qu'il choisira finalement : il fréquente jusqu’en 1620 le Gymnasium Paulinum de Münster et, en 1621, il devient à l'âge de 17 ans chanoine de l’église collégiale St. Clemens à Wissel (Kalkar) – il ne sera cependant jamais ordonné prêtre.
C'est vers 1626 que commence sa carrière artistique. Il se rend à Anvers, où il entre vraisemblablement dans l’atelier de Jacob Jordaens et dans celui d’Antoine Van Dyck. Il y reçoit une formation de peintre de sujets historiques.
En 1633, ou en 1634, il est maître de la guilde de Saint-Luc d’Anvers. Boeckhorst a travaillé indépendamment et en collaboration avec d'autres artistes. Au début de sa carrière, il ajouta des personnages, des fleurs et des animaux aux peintures d'autres artistes.
Il collabore étroitement avec Pierre Paul Rubens et avec le peintre animalier Frans Snyders. En 1635, il participe à la décoration du pavillon de chasse de Rubens Torre de la Parada à Madrid et à celle de l’arc de triomphe Pompa Introitus Ferdinandi réalisé à l’occasion de l’entrée du cardinal-infant Ferdinand à Anvers.

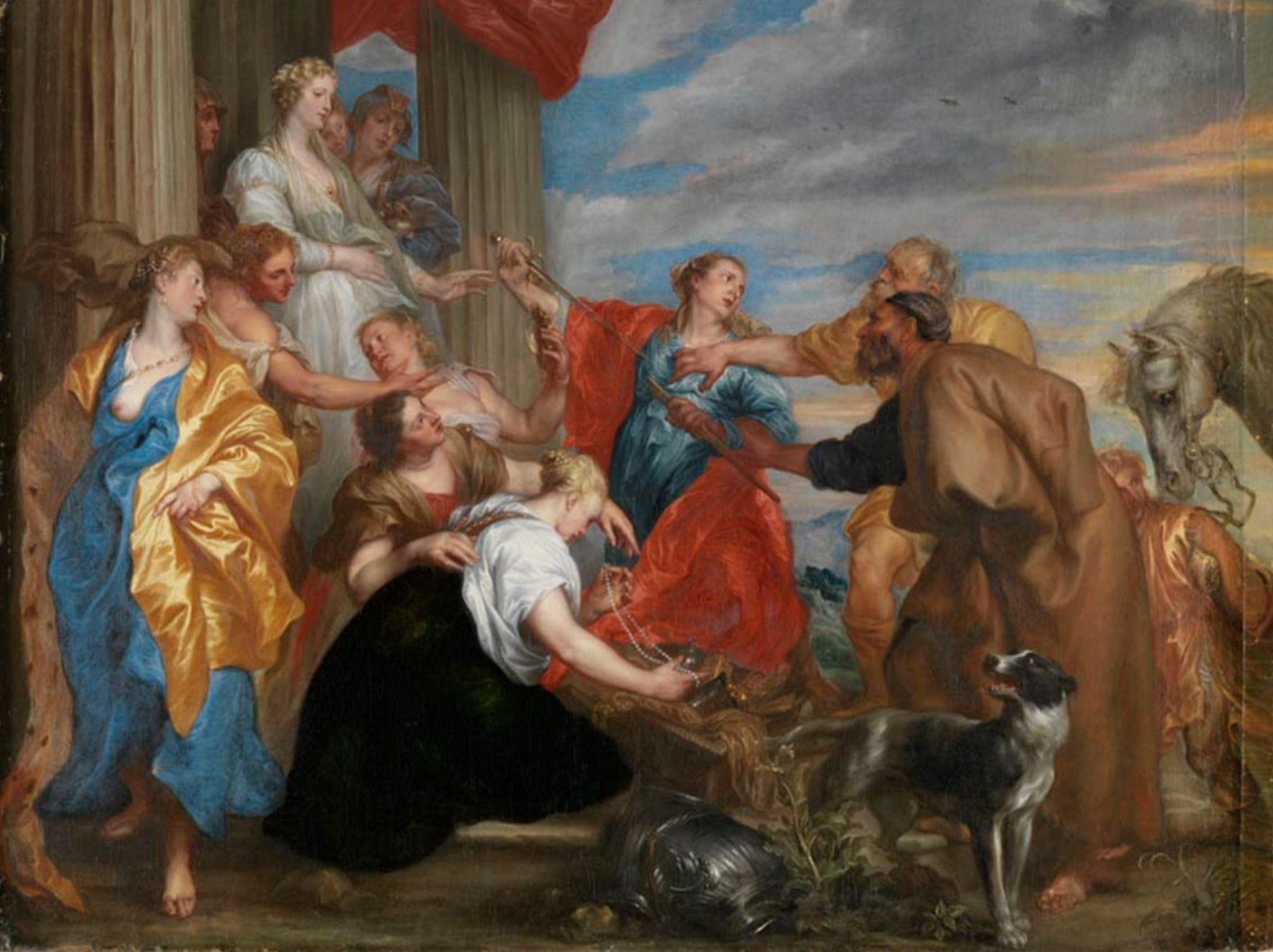
Achille découvert par Ulysse parmi les filles de Lycomède, v.1650
Alte Pinakothek, Munich

Après un premier voyage en Italie en 1637-1638, il arrive en 1639 à Rome, où il se joint aux Bentvueghels, un groupe d’artistes originaires principalement des Pays-Bas du Nord et du Sud. Ceux-ci lui donnent le surnom de « Dr Faustus » (« Dr Faust »). À cause d’une taille inhabituellement grande pour l’époque, il est également surnommé « Lange Jan » (« Jan le Long »).

### Après la mort de Rubens en 1640

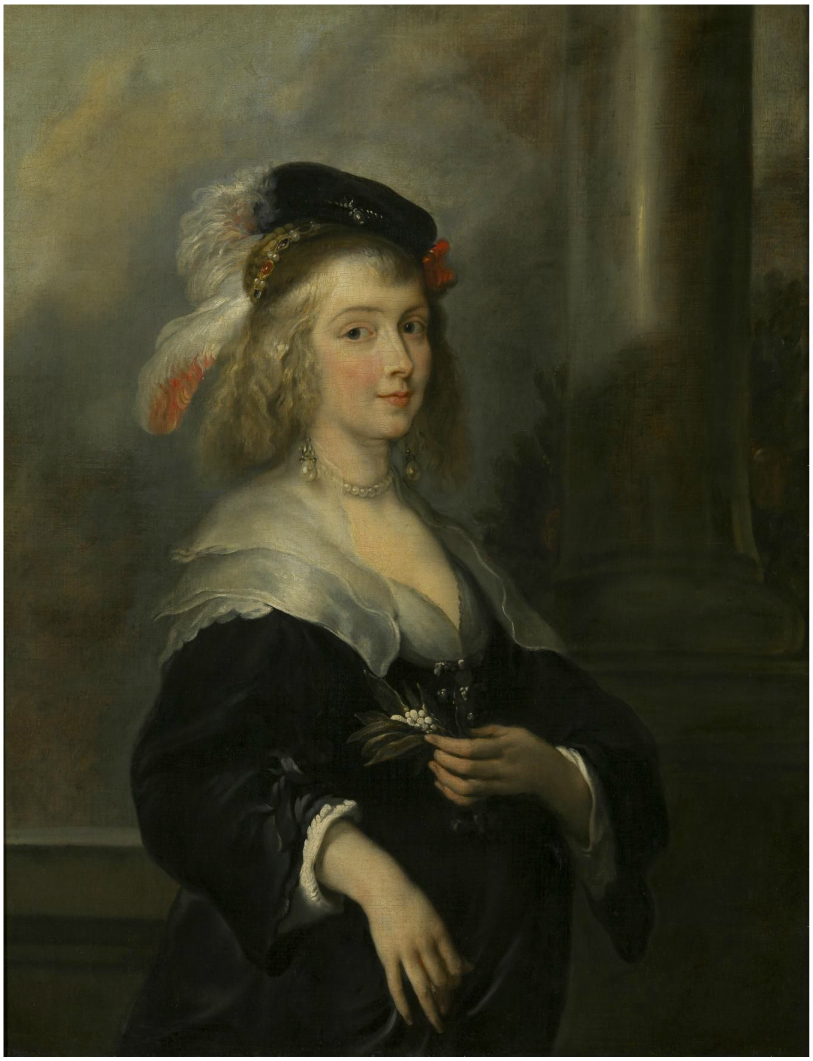
Portrait d'Hélène Fourment
(vers 1630)
Musée royal des beaux-arts d'Anvers

En 1640, Hélène Fourment, la veuve de Rubens, le charge d’achever les œuvres que son mari n’avait pas eu le temps de terminer.
La trace de Boeckhorst se perd ensuite jusqu’en 1649. À cette date, il a déjà réussi à se faire un nom, étant donné que le marchand d’art Michael Le Blon le conseille alors comme peintre de cour à la reine Christine de Suède ; Le Blon argumente sa suggestion notamment en affirmant que Boeckhorst est le peintre le plus demandé de la ville d’Anvers.
Entre 1650 et 1660, Boeckhorst, au service de la Contre-Réforme, produit un grand nombre d’œuvres pour des couvents et des églises des Pays-Bas espagnols ; des peintures qui sont aujourd’hui conservées à Bruges, Gand, Lille et Lo…
Il séjourne aussi fréquemment dans sa ville natale, Münster, et il y travaille également. Ainsi réalise-t-il aux environs de 1654 le retable La Messe de saint Martin pour la Martinikirche (l’église Saint-Martin) de Münster, œuvre qui se trouve depuis 1998 au Stadtmuseum Münster (de). Le Christ en croix, retable du maître-autel de l’église-collégiale St.-Mauritz-Kirche (Saint-Maurice), dans la même ville, sera pendant longtemps attribué à Van Dyck, avant que Boeckhorst n’en soit finalement reconnu pour auteur.
Boekhorst exécute également des peintures à thème historique ; ses œuvres ont été demandées sur le marché de l’art et ont fait leur entrée dans les galeries d’Europe. Il réalise en outre des tapisseries et des livres pour l’imprimerie fondée à Anvers par Christophe Plantin. Au fil du temps, ses affaires deviennent prospères, ce qui lui permet de rassembler une collection d’œuvres d’autres artistes et d'occuper, à Anvers, une maison imposante située près du couvent des carmélites, non loin de la Rubenshuis, la maison de Rubens.
Jan Boeckhorst est mort le 21 avril 1668 et est enterré trois jours plus tard dans la Sint Jacobuskerk (l'église Saint-Jacques) à Anvers. Ses œuvres et ses biens, y compris sa collection d’art, sont alors vendus aux enchères.

## Œuvre

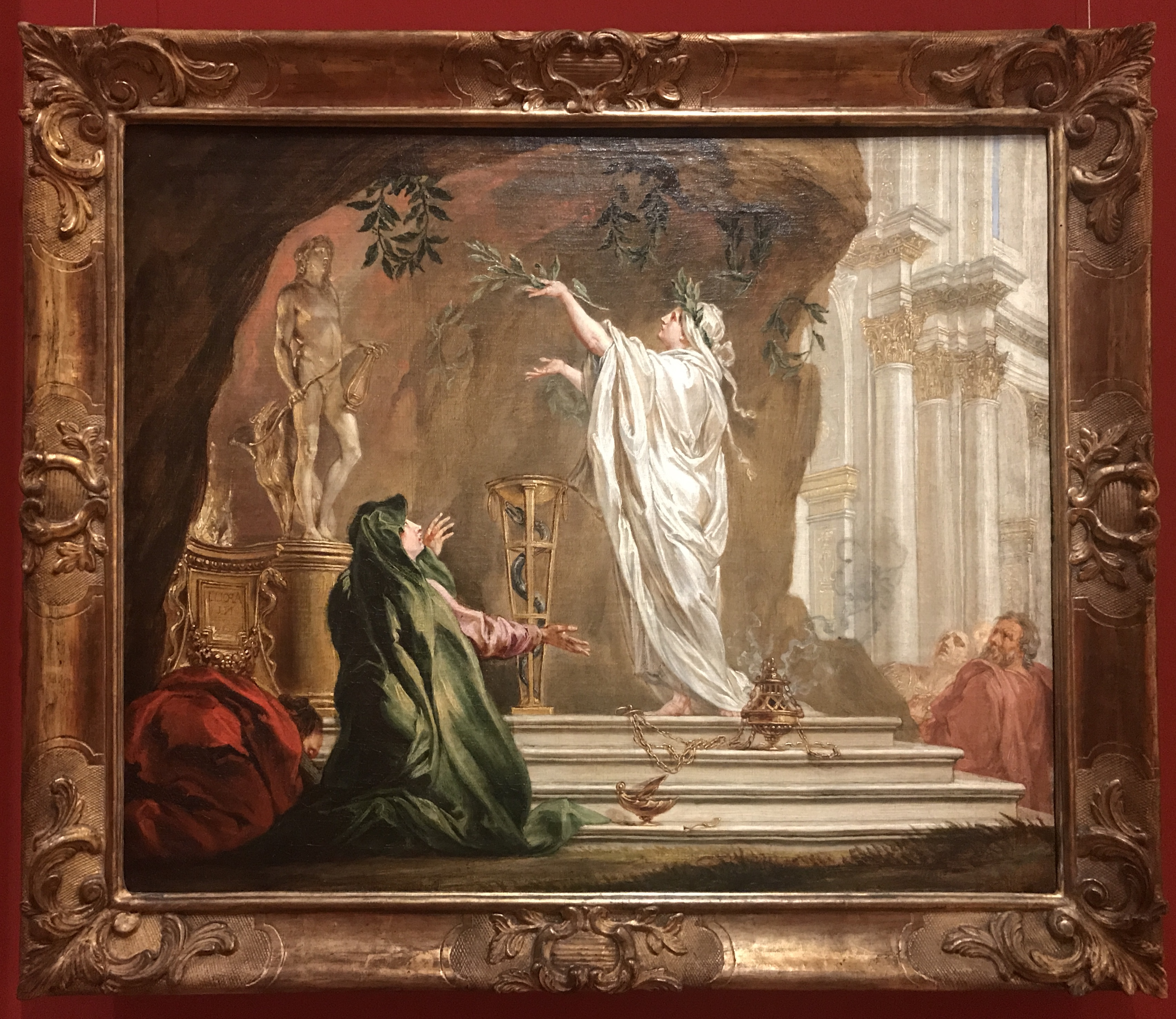
Offrande à l'Apollon de Delphes,
vers 1660-1668, huile sur toile, 60 x 72 cm.
Musée municipal de Münster, Allemagne.

L’histoire de l’art a dégagé les caractéristiques particulières de la technique picturale de Boekhorst. Vers 1630, il réalisa la gouache Saint Sébastien attaché pour le martyre, d’après une esquisse que Van Dyck avait effectuée à l’huile en 1620/21. Elle se distingue de son modèle par la ligne dominante du dessin, des visages ovales, et les yeux et les bouches figurés par des points. Ces caractéristiques sont également celles d’une œuvre plus tardive de Boeckhorst, Le Déclenchement de la guerre, une huile sur panneau réalisée aux environs de 1640, et qui était encore présentée lors d’une exposition de 1963 à Recklinghausen comme une œuvre de Rubens. Ici aussi, on retrouve la technique picturale typique de Boekhorst : les traits de contour qui se détachent, ainsi que l’indication des bouches et des yeux au moyen de points. La tête de Judith dans Judith et Holopherne, huile sur toile réalisée vers 1660, est représentée pleine et ovale comme dans les œuvres des premières années. La technique de Bockhorst se distingue de celle de Rubens, en cela qu’il déposait sur le fond une couche de peinture, souvent dans les tons de gris à terre d’ombre, avec plus d’intensité que ce dernier.
La représentation peu naturelle des vêtements et des chevelures sont, parmi d’autres, des caractéristiques que l’on trouve dans les tableaux qui nous sont jusqu’à présent connus des Septem artes liberales – les Sept Arts libéraux. Cela vaut également pour les drapés, par exemple dans Offrande à l’Apollon de Delphes, une huile sur toile datant d’environ 1650. La Jeune Femme en habit de soie, huile sur toile réalisée vers 1650, montre des doigts démesurés et, comme dans le dessin au crayon La Résurrection du Christ (vers 1660), pointus.
Liste non exhaustive d'œuvres attribuées à Jan Boeckhorst.

### À Anvers à partir de 1626
- Le Christ en croix (1630-1640), 106,1 × 74,9 cm, (Sotheby's, New York, le 25 mai 2000).
- La Chute des damnés (1633-1653 d’après Rubens ), 118 × 92 cm (musée Suermondt-Ludwig, Aix-la-Chapelle)[15]
- Minerve bride Pégase avec l'aide de Mercure (vers 1635), 145,5 × 209,5 cm (acheté chez Christie's, Londres, le 9 avril 1990 pour la Rubenshuis, Anvers)
- Paysans sur le chemin du marché (1630-1640 avec Frans Snyders), 217,5 × 272,5 cm (Rubenshuis, Anvers)[16]
- Portrait d’Hélène Fourment (1630-1632 attribué), 70 × 55 cm, (The National Trust, Ascott)[17]
- Saint Sébastien attaché pour le martyre°, 24,8 × 19,6 cm, vers 1630 (Stadtmuseum Münster)[réf. nécessaire]

Parmi ses œuvres conservées figurent notamment des cartons pour une série de tapisseries murales à thème mythologique.
- Histoire d'Apollon (série pour tapisseries vers 1633), huile sur toile :
  - Apollon et Python, 60 × 50 cm (Musée des beaux-arts de Gand)[18]
  - Apollon et Diane tuent les enfants de Niobé (Musée royal des beaux-arts d'Anvers)[19]
  - Apollon et Daphnée, dessin, 22 × 23 cm (J. Paul Getty Museum)[20]

Histoire d'Apollon
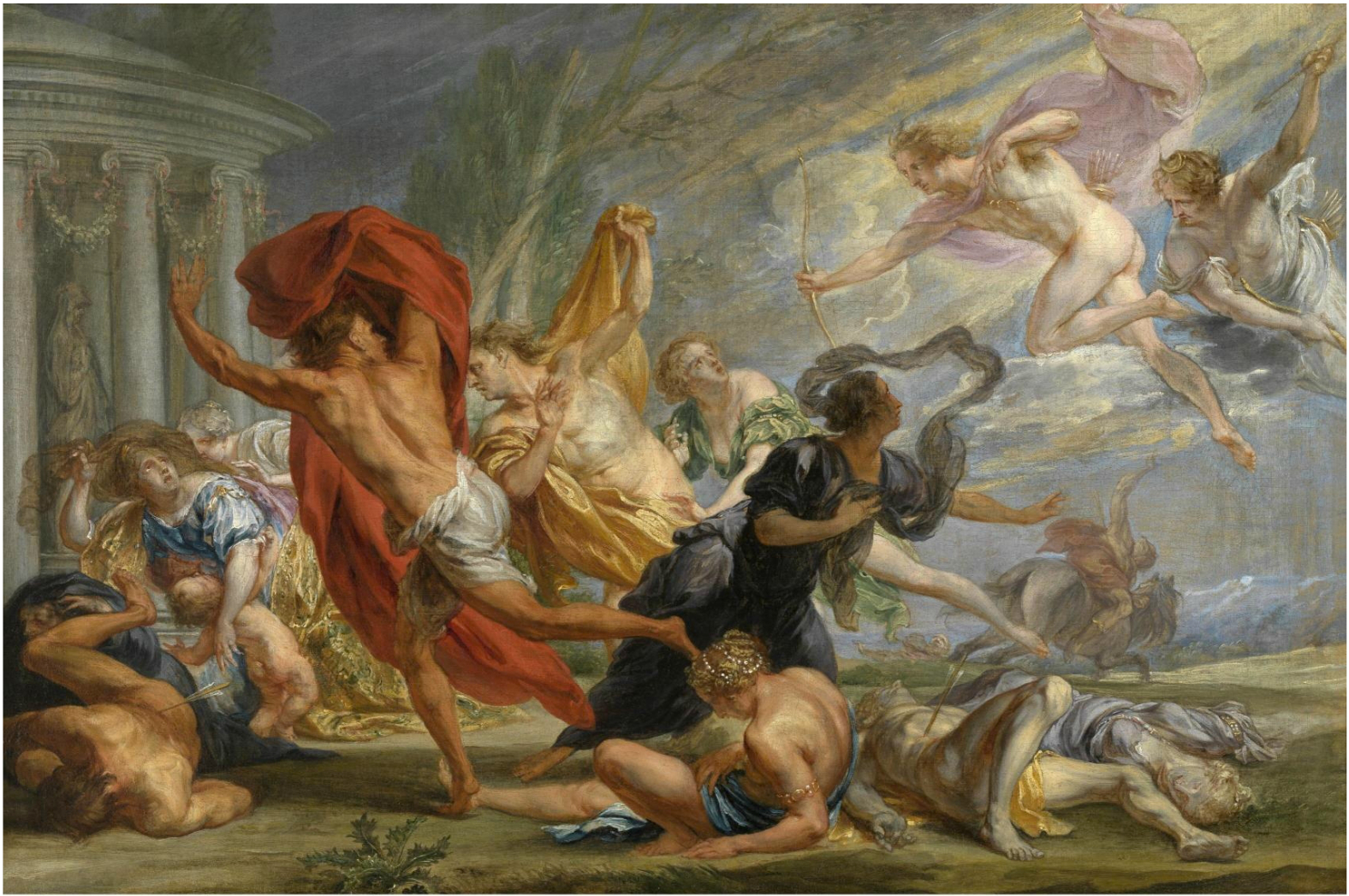
Apollon et Diane tuent les enfants de Niobé Musée royal des beaux-arts d'Anvers
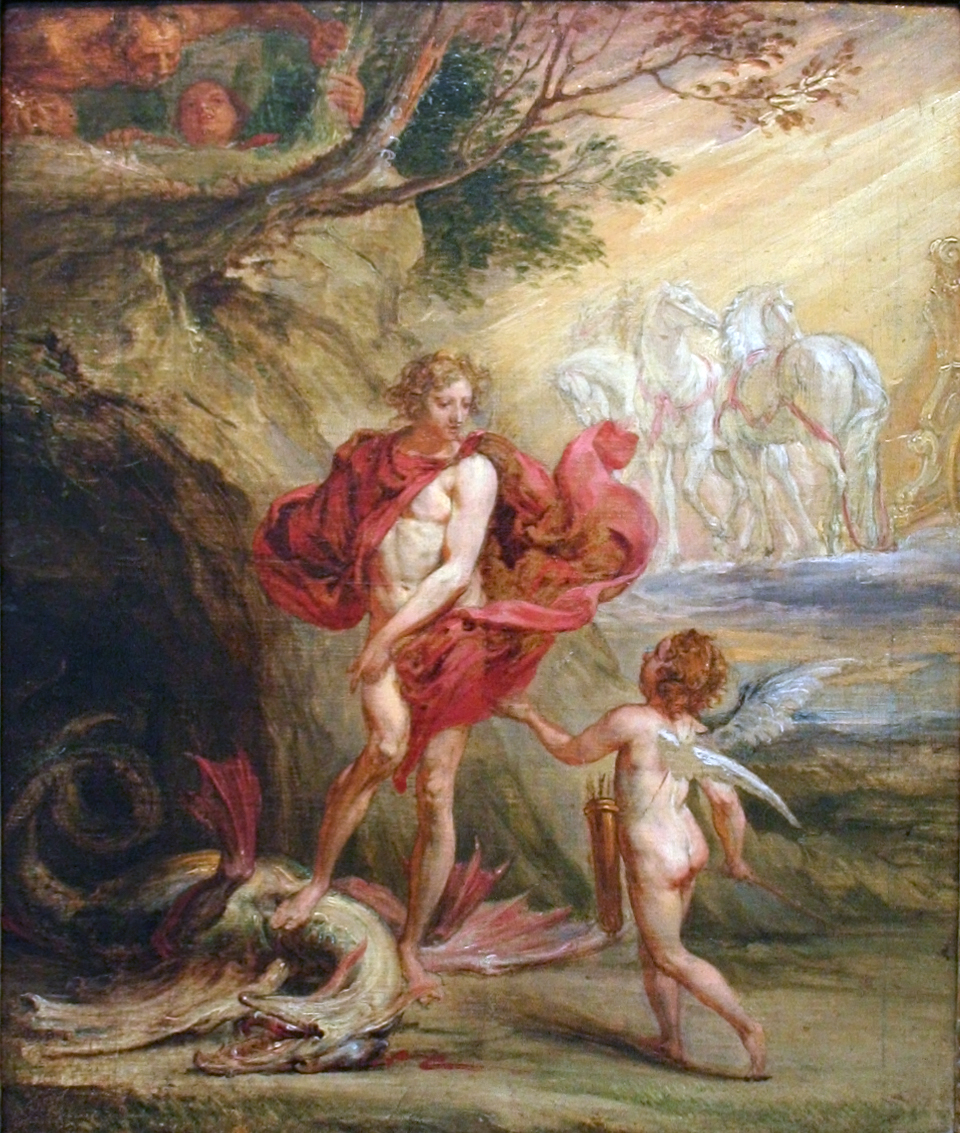
Apollon et Python Musée des beaux-arts de Gand
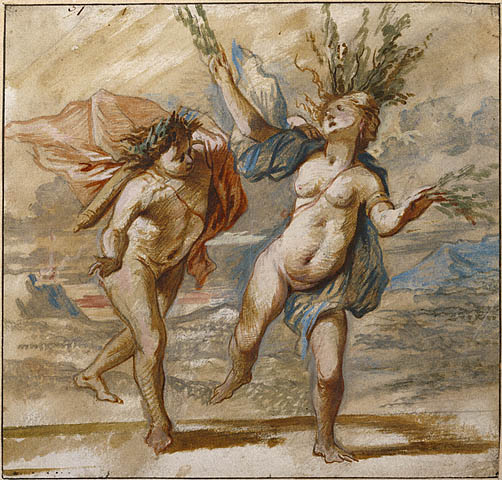
Apollon et Daphné J. Paul Getty Museum

### Voyage en Italie 1637-1638
- L’Enlèvement des filles de Leucippe (1637-1639 attribué), 27,5 × 34 cm, (Musée des Offices, Florence)[21]
- Le Golgotha (1639-1644), huile sur toile, 415 × 295 cm, entre (église Saint-Pierre, Lo)Golgotha, Lo (rkd)
- Les Quatre Saisons : Allégories (vers 1638), peintures sur toile (Kunsthistorisches Museum, Vienne) :
  - Flore : Allégorie du printemps, 102,5 × 82,5 cm[22]
  - Cérès : Allégorie de l'été°, 106 × 84,5 cm[23]
  - Bacchus : Allégorie de l'automne°, 109 × 82,5 cm,
  - Saturne : Allégorie de l’hiver°, 112 × 83 cm.

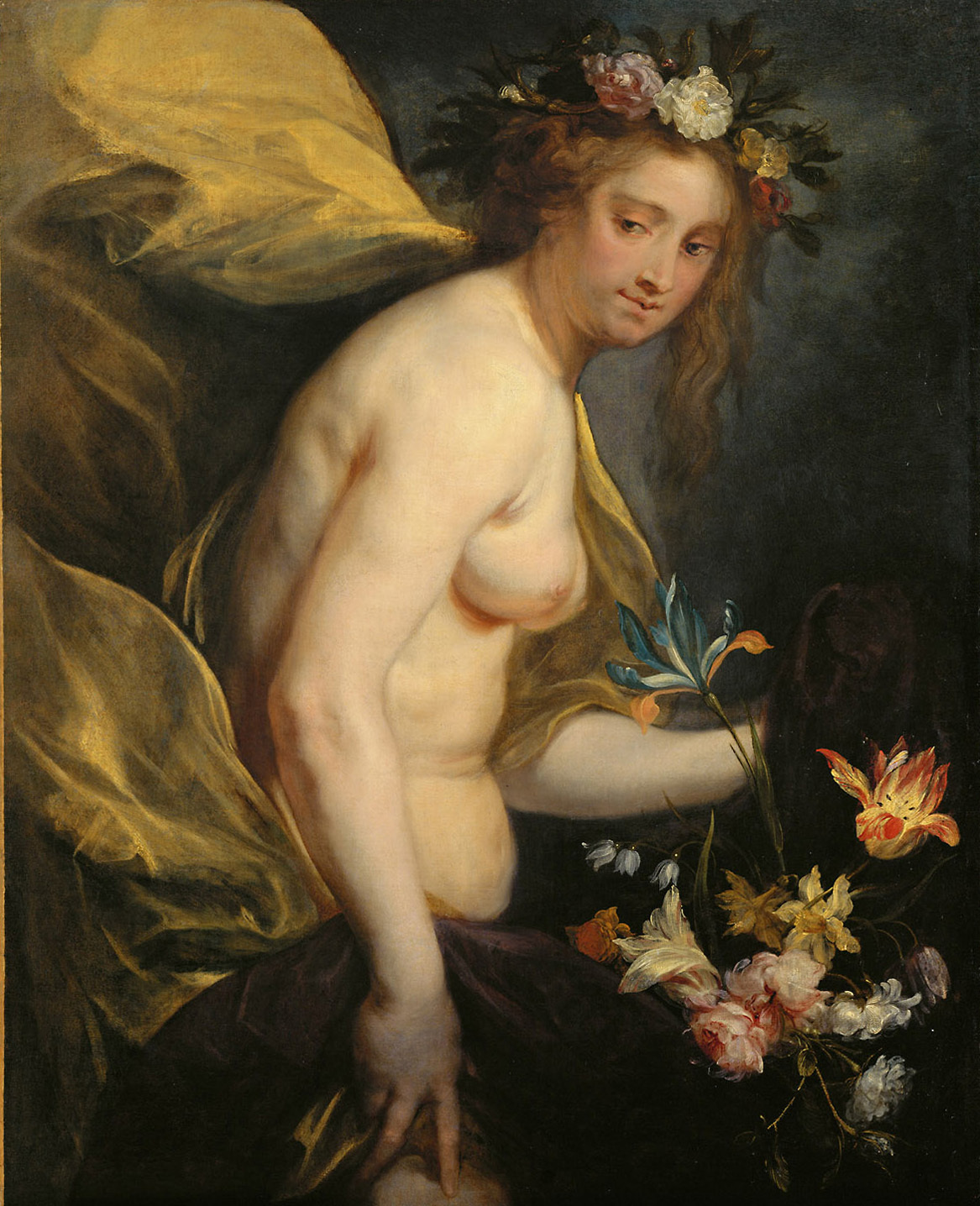
Flora : Allégorie du printemps
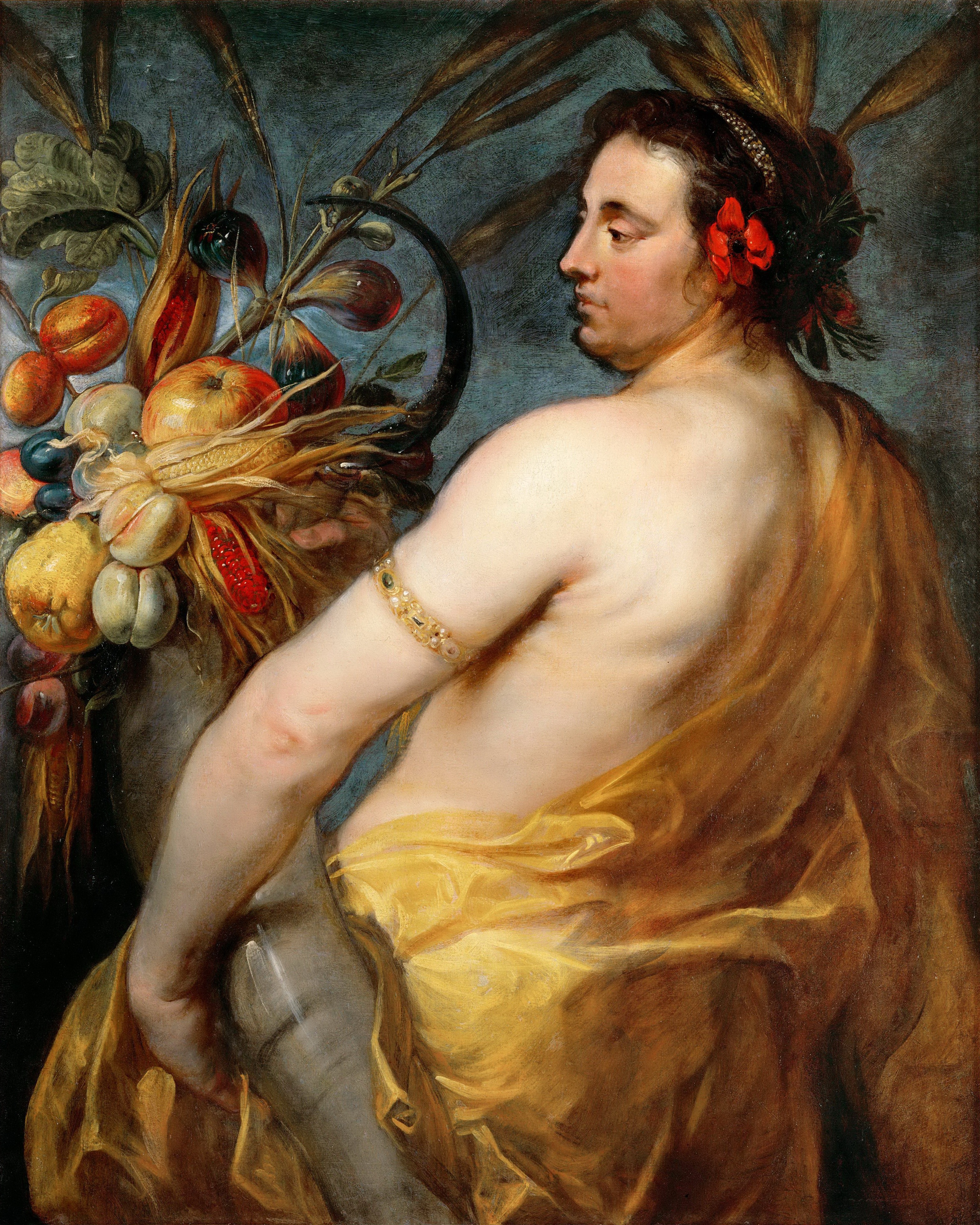
Cérès : Allégorie de l'été
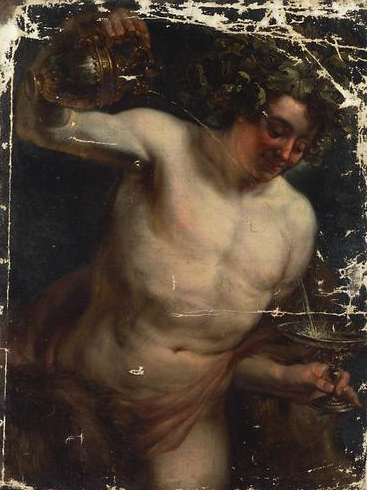
Bacchus : Allégorie de l'automne
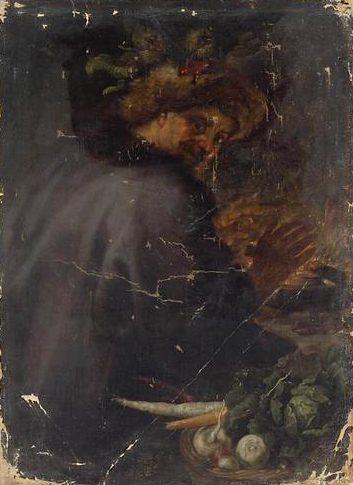
Saturne : Allégorie de l'hiver

- Alexandre le Grand rend visite à la famille de Darius (1638-1640), huile sur panneau, 49 × 64 cm, Collection privée, Bernard Descheemaeker 2017[24]

### Retour à Anvers en 1640

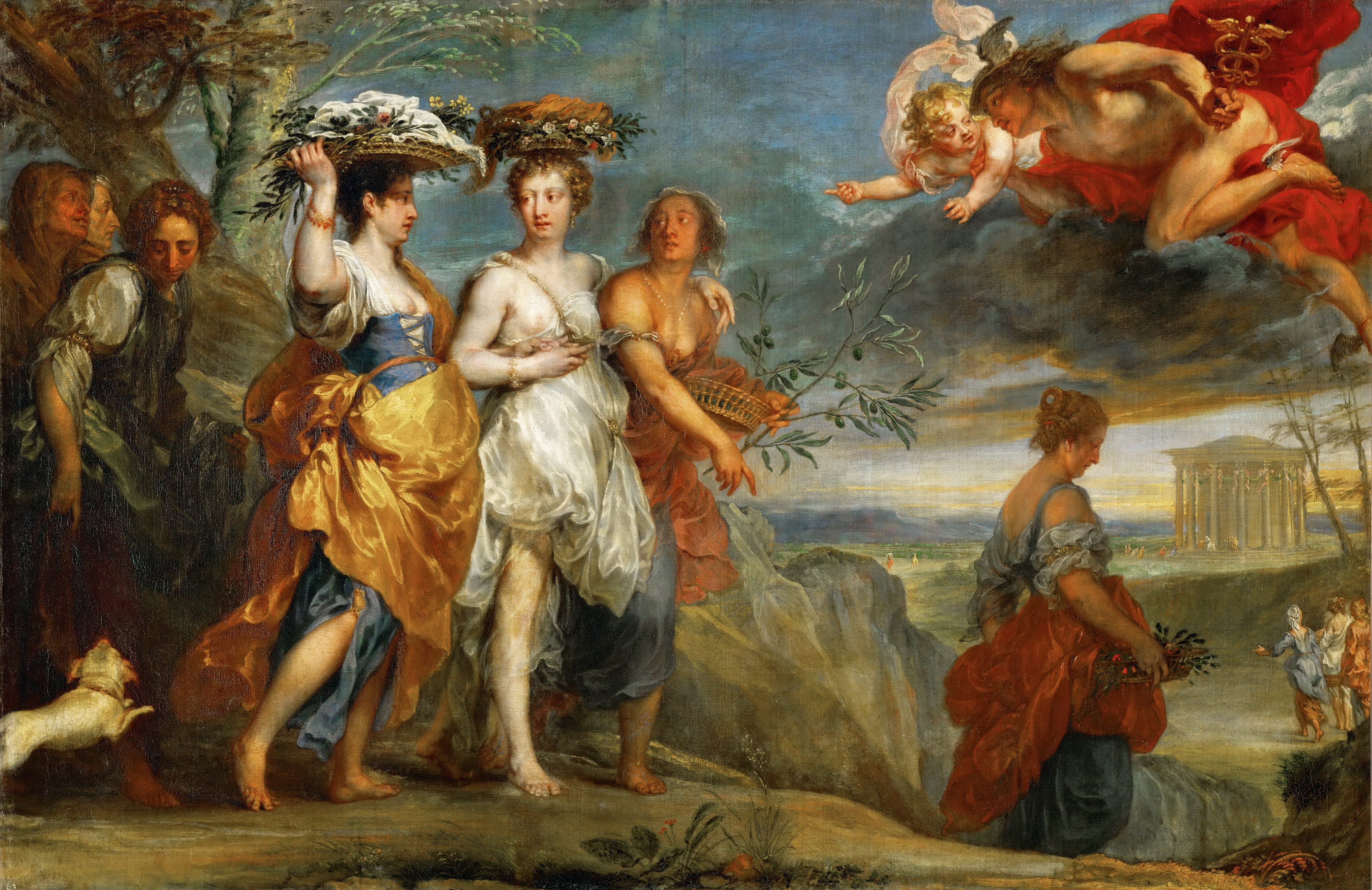
Mercure s’éprenant de Hersé
(1654-1655) Kunsthistorisches Museum

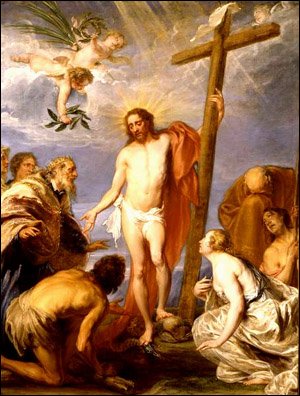
Le Christ pardonnant aux pécheurs
(v.1660) Auckland Art Museum

- Les Septem artes liberales (les Sept Arts libéraux (vers 1640) :
  - Grammatika°, 132,5 × 109 cm (Stadtmuseum Münster),
  - Arithmetica°, 141 × 140 cm (Stadtmuseum Münster),
  - Geometria, 142 × 171,5 cm (Rheinisches Landesmuseum Bonn),
  - Rhetorica, 139 × 159 cm (Stadtmuseum Münster – acqu. Christie's, Londres, le 8 août 1995).
- Le Déclenchement de la guerre° (vers 1640), 27,2 × 39 cm (Stadtmuseum Münster).
- Marie et l’Enfant Jésus endormi (vers 1640), 100 × 73 cm (Gustav-Lübcke Museum, Hamm)
- Le Christ en croix entre les larrons, avec Marie, Jean et Marie Madeleine° (vers 1640), 40 × 20 cm (Stadtmuseum Münster).
- Le Christ sur la croix (vers 1640), 106 × 75 cm, collection privée, vente Sotheby's 2004[25]
- Autoportrait° (vers 1640), 30,1 × 21 cm (Stadtmuseum, Münster)
- Jean le Baptiste° (vers 1640), 121,3 × 96 cm (coll. privée).
- Jésus au tombeau entouré de personnages° (1641-1660), 111 × 193 cm (église Saint-Antoine de Padoue, Anvers)
- La Vision de saint Ignace° (vers 1644), 325 × 200 cm (Église Sainte-Walburge de Bruges)
- Atalante et Méléagre chassent le sanglier de Calydon° (1648 avec Jan Fyt), 244 × 405 cm, (John and Mable Ringling Museum of Art, Sarasota)
- Le Martyre de saint Laurent (vers 1649), 178 × 100 cm (Musée des Beaux-Arts de Saint-Omer, Bordeaux)[réf. nécessaire]
- Le Martyre de saint Maurice (vers 1649), huile sur toile, 54,5 × 41 cm, (Château Wilhelmshöhe, Cassel)[26]
- Offrande à l’Apollon de Delphes (vers 1650), huile sur toile (carton de tapisserie), 60 × 72 cm, (Stadtmuseum Münster)[13]
- Achille et les filles de Lycomède (vers 1650), huile sur toile, 118 × 160 cm, (Stadtmuseum Münster)[27]
- Une femme noire debout avec des perles dans les cheveux (Allégorie sur l'Afrique) (vers 1650), huile sur toile, 134 × 116 cm (Vienne, Liechtenstein Museum)[28]
- Mercure s’éprenant de Hersé (1654-1655), huile sur toile, 118 × 178,5 cm (Kunsthistorisches Museum, Vienne)[29]
- Achille parmi les filles de Lycomède (vers 1655) (Alte Pinakothek, Munich)[30]
- Mercure amoureux de Hersé (vers 1655) (Alte Pinakothek, Munich)[31]
- Portrait de Henry Stuart, Duc de Gloucester (1640-1660), 117 × 85 cm, 1657 (Musée Groeninge, Bruges)[32]

Œuvres d'églises 1650-1660 ;
- La Vierge Marie en gloire dans les nuages (vers 1650), huile sur toile, 148 × 109 cm, (Stadtmuseum Münster)[33]
- L’Image miraculeuse de saint Dominique portée au Ciel par les saints et les anges … (après 1650 attribué à J.B sauf le saint), 500 × 300 cm (couvent des Capucins, Bruges)
- Saint Sébastien° (vers 1650), 116,4 × 86,4 cm (Stadtmuseum Münster)[réf. nécessaire]
- L’Adoration des Bergers (vers 1650), 120 × 150,3 cm (Statens Museum for Kunst, Copenhague)[34]
- La Mission de Jésus au Temple (après 1650 attribué à Jan Van Cleef et J.B.), 360 × 235 cm, (église Notre-Dame, Termonde)
- Le Martyre de saint Jacques le Majeur (1658), 83 × 60 cm (Stadtmuseum, Münster)[35]

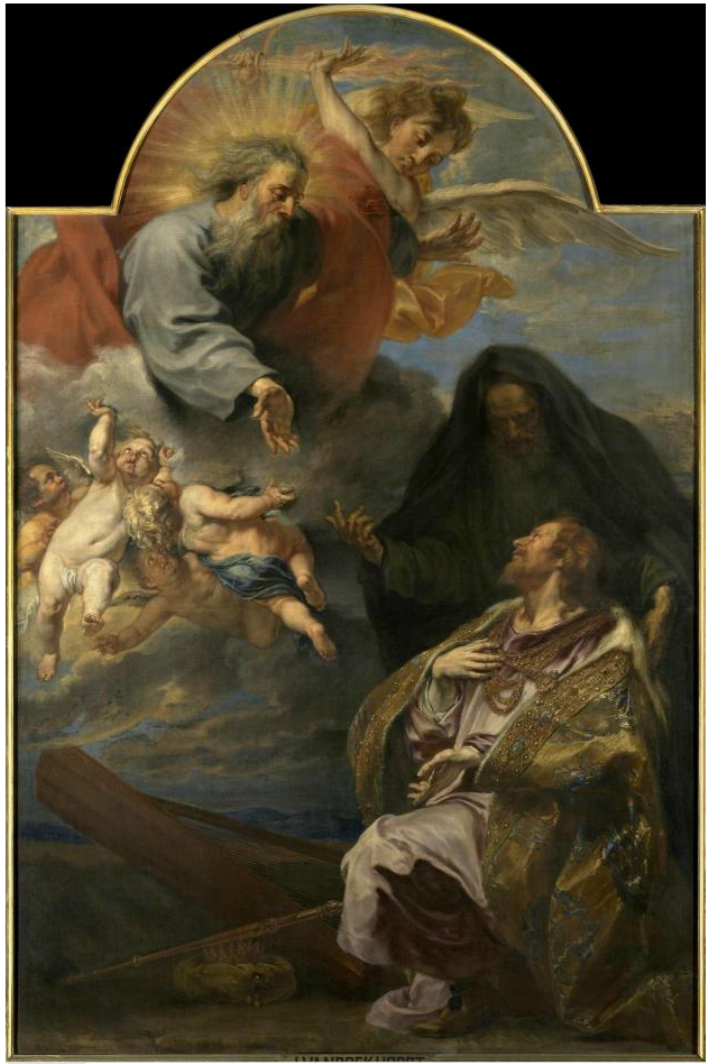
Le Repentir de David (vers 1654)
Église Saint-Michel de Gand

- Le Repentir de David (vers 1654), 363 × 242 cm (Église Saint-Michel de Gand)[36]
- La Résurrection du Christ° (vers 1660), 43,6 × 30,7 cm (Stadtmuseum Münster).
- L’Adoration des Mages (1652, daté), huile sur toile, 181,6 × 250,7 cm, (Bob Jones University Museum & Gallery, Greenville)[37]
- Le Martyre de sainte Catherine d’Alexandrie° (vers 1654), 87 × 64 cm (coll. privée)
- L’Adoration des trois Rois Mages (1655-1658), 440 × 275 cm (Église Saint-Jacques de Bruges)
- Le Martyre de saint Jacques le Majeur (1659 daté et signé des initiales J.B.), 465 × 312 cm (église Saint-Jacques de Gand)
- Le Triptyque Snyders (1659-1660), 106 × 87 cm (panneau central) et 106 × 48 cm (panneaux latéraux), (Musée d'art du comté de Los Angeles)[38]
- Le Christ triomphant pardonnant aux pécheurs repentis (vers 1660) (Musée d'art d'Auckland)
- L’Érection de la croix (vers 1660) , 69,5 × 53,5 cm, date inconnue (Stadtmuseum Münster – acqu. Christie's, Londres, 19 avril 1996)
- Judith et Holopherne (vers 1660 attribué), 41,3 × 27,8 cm, (Stadtmuseum Münster – acqu. Christie's, Londres, 20 octobre 1995.
- L’Annonciation (daté 1661), 78 × 59 cm (Bonhams, Londres, le 13 décembre 1979)
- Le Martyre de saint Maurice et de ses compagnons (daté 1661), 413 × 276 cm (Musée des Beaux-Arts, Lille)[39]
- La Messe de saint Martin (vers 1662) 310 × 230 cm, (Saint-Martin, Münster)[40]
- L’Annonciation (1664, daté) 350 × 260 cm (église Saint-Servais, Schaerbeek)
- La Crucifixion du Christ avec le donateur, Arnold von Vittinghoff, prévôt du chapitre de Saint-Maurice à Münster (vers 1664, attribué), 306 × 205 cm (église Saint-Maurice, Münster)[41]
- La Conversion de saint Hubert (1666, daté) 365 × 287 cm (Église Saint-Michel de Gand)

### Date inconnue
Collections publiques
- Le Martyre de saint Jacques, 188 × 141 cm (Musée des Beaux-Arts, Valenciennes)[42]
- Achille découvert par Ulysse parmi les filles de Lycomède, 129,5 × 179,5 cm (Musée national de Varsovie)[43]

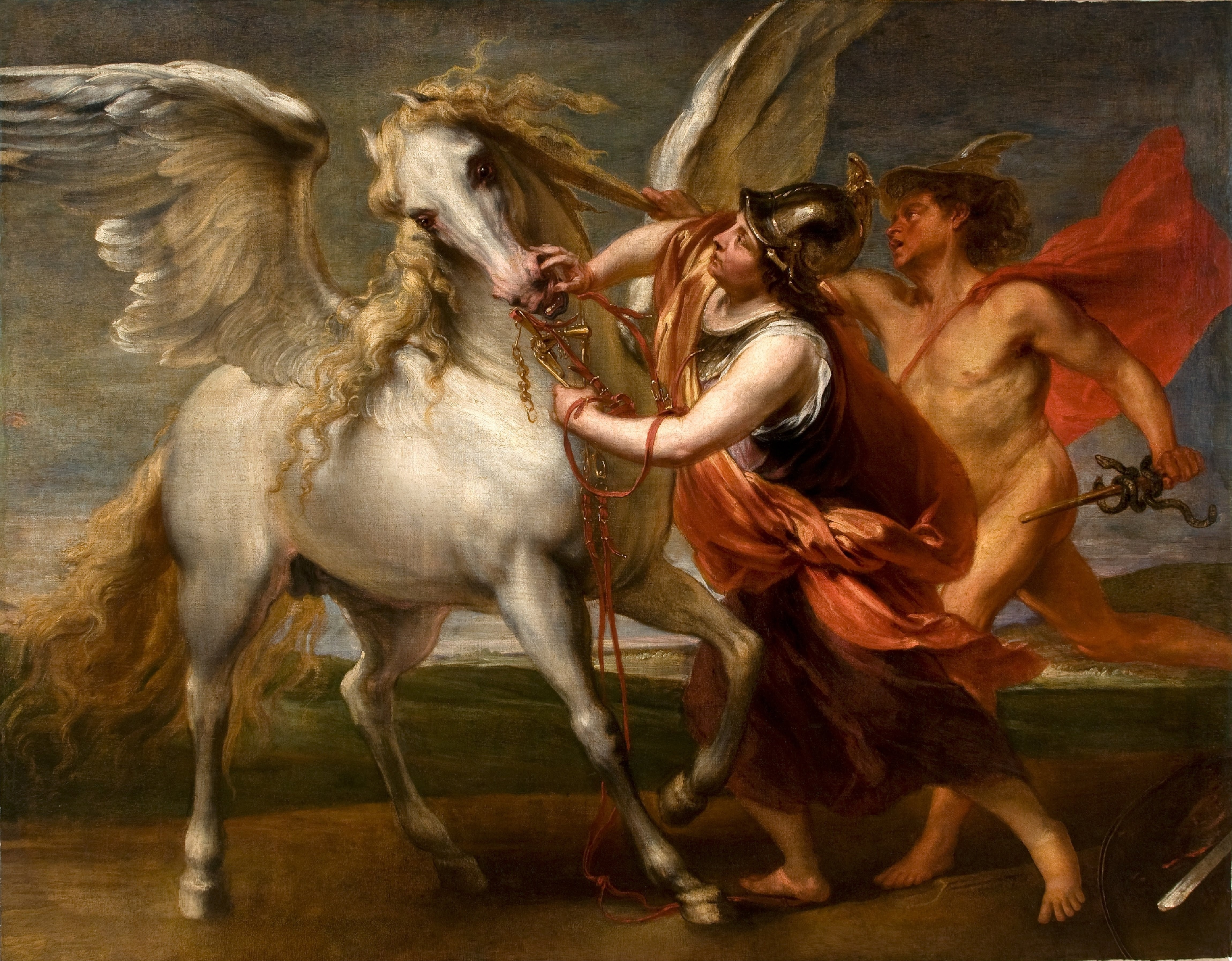
Bellérophon, aidé par Mercure, dompte Pégase
Musée des Beaux Arts du Brésil

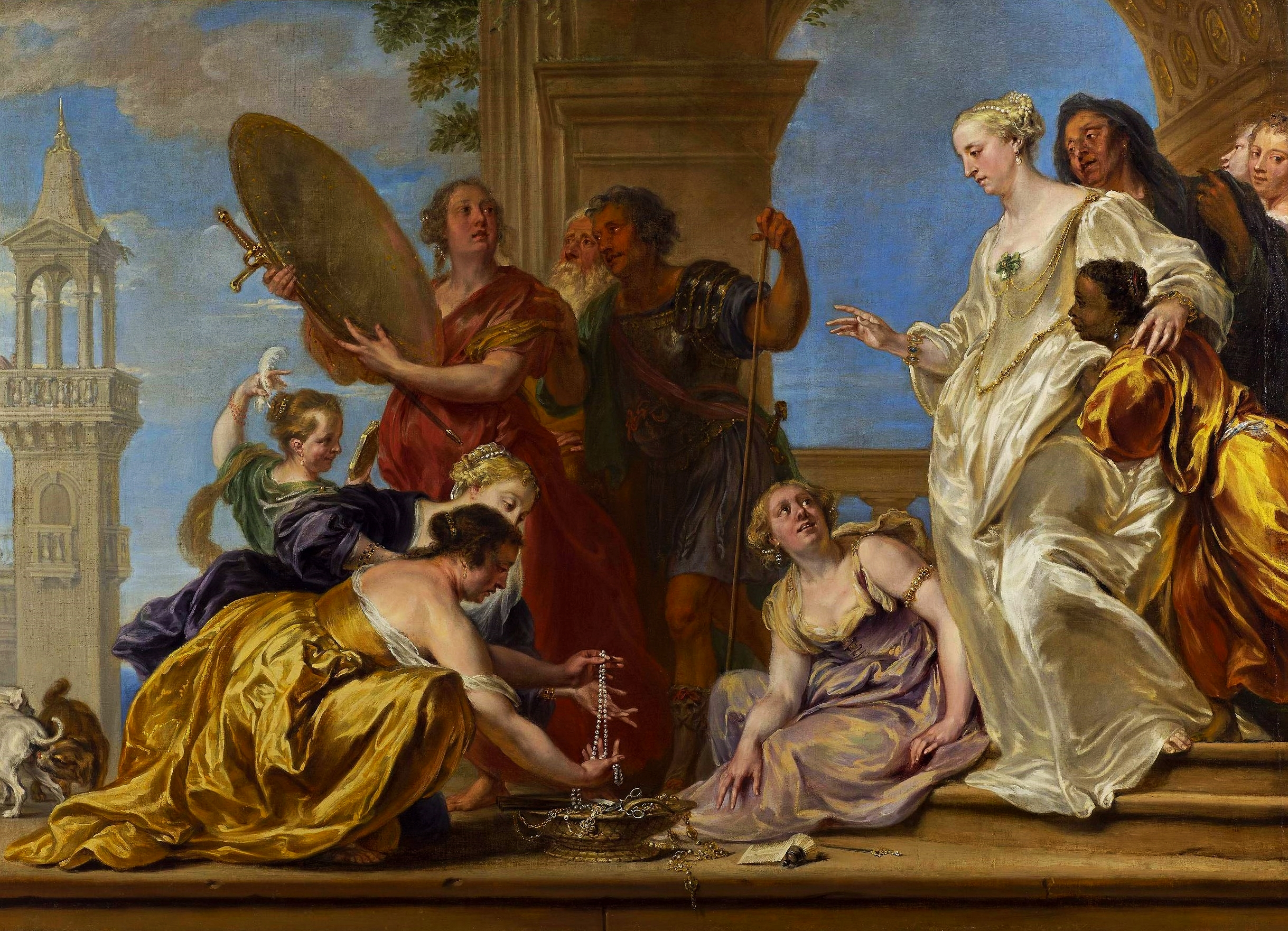
Achille et les filles de Lycomède
Musée de Varsovie

- Dieu commande à l’Ange d’arrêter de répandre la peste…, 192 × 279,5 cm (Bob Jones University Museum & Gallery, Greenville)
- Figure d’étude, Job (attribué), 49 × 36,5 cm, (Musée des beaux-arts de Quimper)[44]
- Jeune Femme en habit de soie ou Portrait d’une femme, 111 × 94 cm, vers 1650 (Stadtmuseum, Münster).
- Pomona, 106 × 84,5 cm (Kunsthistorisches Museum, Vienne).
- Double portrait, homme et femme, huile sur panneau, 83 × 66 cm, Château Weissenstein, Pommersfelden[45]
- Le Jugement dernier (attribué) huile sur chêne, 121 × 96 cm, Dresde, Gemäldegalerie Alte Meister[46]
- Sainte Cécile jouant de l’orgue, 192 × 279,5 cm (Bob Jones University Museum & Gallery, Greenville)
- Saint Charles Borromée s’agenouille devant Notre-Dame portant l’Enfant Jésus, attribué à J.B., 215 × 135 cm (Cultureel Congrescentrum Elzenveld, Anvers).
- La Sainte Famille et saint François°, 43,9 × 27,2 cm, vers 1645 (Stadtmuseum Münster).
- Sinon, se faisant passer pour un déserteur, est amené devant Priam (Virgile, Énéide) (vers 1640 attribué), carton de tapisserie, 309 × 136 cm, (John and Mable Ringling Museum of Art, Sarasota).
- Portrait d’Hélène Fourment, huile sur toile, 103 × 79 cm, Musée royal des beaux-arts d'AnversHélène Fourment, Anvers (musée)
- Portrait d’Hélène Fourment (attribué), 105 × 81 cm (maison de Rubens, Anvers).
- Le Vieux Marché aux poissons à Anvers (attribué avec Frans Snyders), 174 × 227 cm (maison de Rubens, Anvers)
- Le Christ et les pécheurs convertis, 192 × 279,5 cm (Alte Pinakothek, Munich)[réf. nécessaire]
- Dédale apprend à voler à son fils (Alte Pinakothek, Munich[réf. nécessaire]
- Bellérophon, aidé par Mercure, dompte Pégase au moyen d’une bride d’or 72 × 67 cm, (Musée national des beaux-arts du Brésil)[47]

Églises
- Les Âmes délivrées du purgatoire par la Sainte-Eucharistie, attribué à J.B., circa 40 × 30 cm (église Saint-Michel, Gand)
- Préfiguration du Saint-Sacrement dans l’Ancienne Alliance, 410 × 270 cm (église Saint-Michel, Gand)
- Sainte Hélène et la Vraie Croix, 167 × 103 cm (église Saint-Jacques, Anvers).
- Saint Éloi recevant de Clotaire II l’or et les pierres précieuses, attribué à J.B., 259 × 194 cm (église Saint-Martin, Alost)
- La Sainte Famille avec sainte Anne et Joachim, signé, 270 × 200 cm (église Sainte-Marguerite, Elversele).
- Salomon et la reine de Saba (1 Rois 10,1-13), 136 × 180 cm (Couvent des Sœurs de la Fondation Terninck, Anvers)
- Les Trois Vertus théologales (Couvent des Sœurs de la Fondation Terninck, Anvers) :
  - La Foi, date inconnue,
  - L’Espérance, date inconnue,
  - La Charité, date inconnue
- Sainte Hélène avec la Vraie Croix , 167 × 103 cm (Église Saint-Jacques, Anvers)[48]
- La Crucifixion (attribution contestée), 235 × 175 cm (Couvent franciscain de Paderborn)

Collections privées

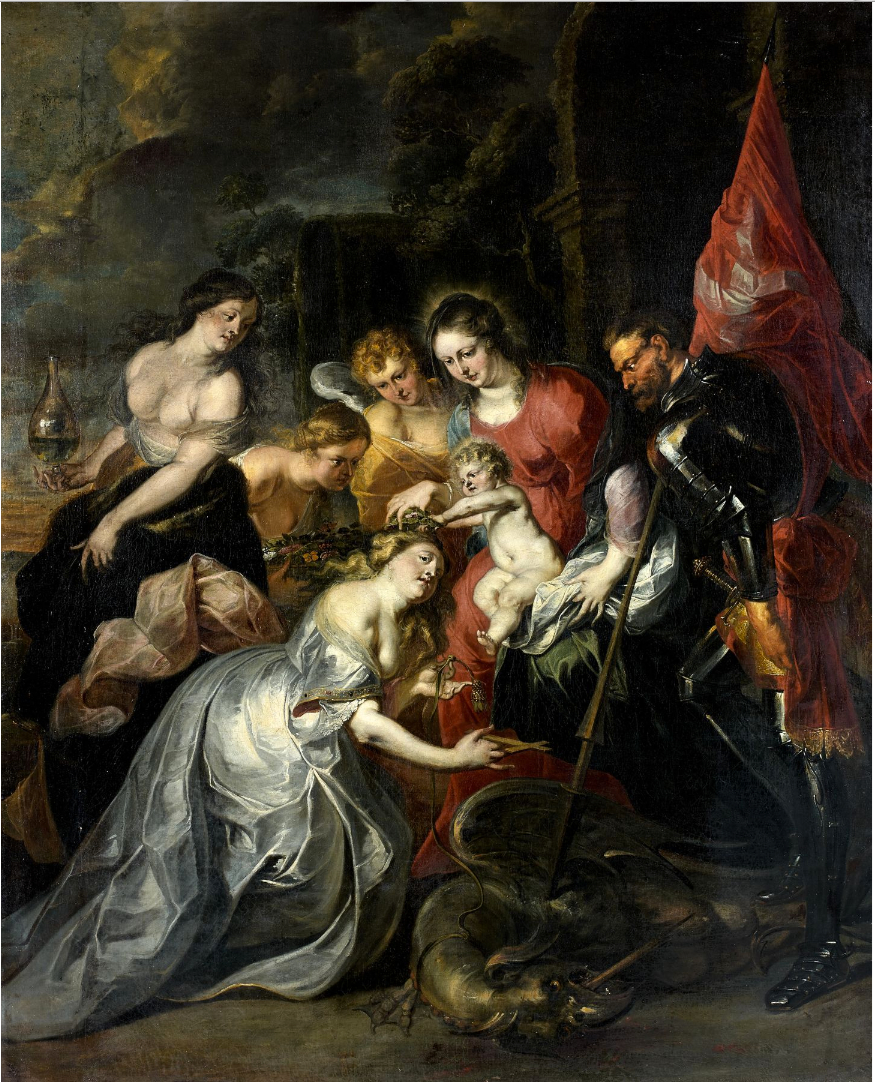
Saint Georges
Collection privée

- Alexandre le Grand couronne Roxane (attribué), 50,8 × 41,9 cm (Coll. privée, vente Christie’s 2007)[49]
- Ascension d’une sainte, attrib. à J.B., 260 × 180 mm (Sotheby's, Londres, le 26 avril 2001).
- Bellérophon, aidé par Mercure, dompte Pégase au moyen d’une bride d’or°, 145,5 × 209,5 cm (Christie’s, Londres, 24 mai 1991).
- Caritas, attribué à J.B., 134,6 × 111,8 cm (Phillips, Londres, le 4 juillet 1995).
- Le Christ bénit le pain à Emmaüs (Luc 24,30-31), 15,2 × 20,3 cm (Rafael Valls Ltd., Londres)
- Le Concours entre Apollon et Marsyas et la punition de Midas, 58,4 × 55,7 cm (coll. privée, Zollikon, Suisse – acqu. Sotheby's, Londres, le 9 juillet 1998)
- Danaé séduite par Jupiter, attribué à J.B., 28 × 21 cm (Christie’s, Londres, le 12 juillet 1985).
- Deux Jeunes Femmes et un Jeune Homme avec un butin de chasse et des fruits dans un paysage (avec Jan Fyt), 175 × 220 cm (Björks, Stockholm, le 16 décembre 1922).
- Diane se reposant après la chasse et épiée par un satyre (Servarts, Bruxelles, novembre 1995)
- Étude d’un cheval blanc au trot, attribué à J.B., autre attrib. possible : Abraham van Diepenbeeck, 80 × 59,7 cm(Christie's, Londres, 30 avril 1954).
- Femme noire debout personnifiant l’Afrique,134 × 115,6 cm (Derek Johns, Londres)
- Le Jugement de Pâris, 58 × 68 cm (Dorotheum, Vienne, le 3 octobre 2001).
- Le Jugement de Pâris, attrib. possible, 286 × 215 cm (Sotheby's, Londres, le 11 décembre 1996).
- La Magnanimité de Scipion (Tite-Live, 26,50), 158 × 203 cm (Sotheby's, Londres, le 18 avril 2002).
- Le Mariage mystique de sainte Catherine d'Alexandrie, 193 × 142,5 cm (Christie's, Londres, 25 mars 1977).
- Marie Madeleine pénitente tenant un crâne à la main, 63,3 × 48,5 cm (coll. privée).
- Personnage oriental faisant brûler de l'encens ou Allégorie de l'Asie°, attrib. à J.B., 126 × 106 cm (Piasa, 12 décembre 2007)
- Portrait d’un gentilhomme, membre de l’Ordre de la Toison d’Or, attribué à J.B. (coll. privée, Angleterre)
- Tobie et l'ange, huile sur toile, 83 × 66 cm, collection privée[50]
- Le Christ ressuscité (attribué), huile sur panneau, 52 × 42 cm, collection privée, vente Christie's 2014[51]
- Sainte Barbe, 160 × 107,3 cm (Vente Christie's 2004)[52]
- Le Réveil du Christ au Jardin des Oliviers à Gethsémani, attribué à J.B., 44,8 × 44,8 cm (Christie's, Londres, le 21 avril 2004)
- Vénus et Adonis, huile sur toile, 90 × 135 cm, collection privée, vente Christie's 2001[53]
- La Charité (attribué), collection privée, Vente Artcurial 2010[54]
- Saint Georges aux côtés de la Vierge couronnant la fille du roi de Silcha, huile sur toile, collection privée, Vente Artcurial 2014[55]
- Sophonisbe, huile sur toile, 146 × 204 cm, (Collection privée, Vente Dorotheum 2013)[56]
- Silène et des bacchantes dans un cortège enivré, 193 × 247 cm (Sotheby's, New York, le 30 janvier, non vendu)

### Dessins

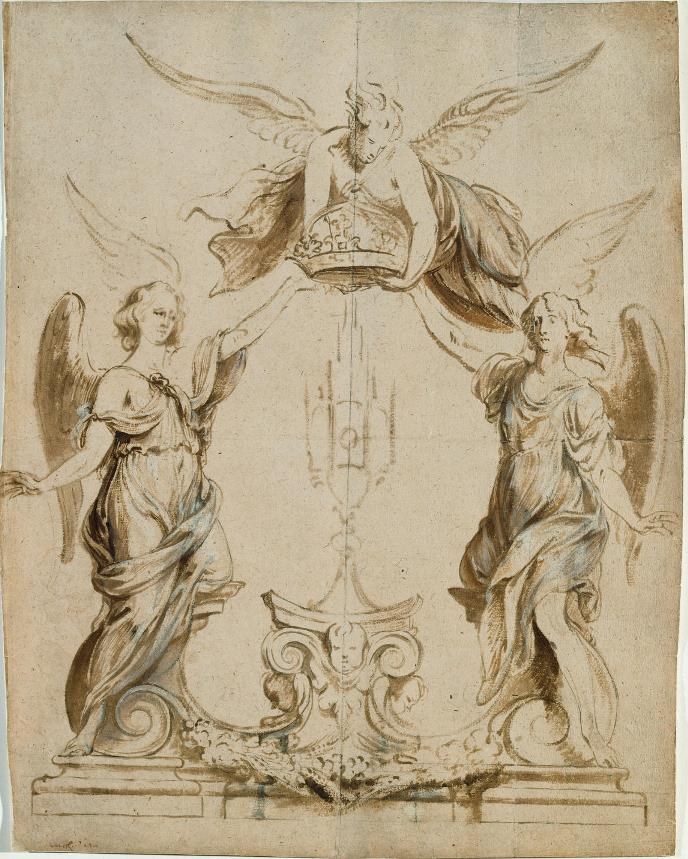
Ébauche d'un trône d'exposition, collection Fondation Roi-Baudouin.

## Réception
L’œuvre de Boeckhorst tomba largement dans l’oubli à l’époque du classicisme à la fin du XVIIIe et au XIXe siècle. Depuis la fin du XIXe, les œuvres du baroque suscitèrent un regain d'intérêt. Et l’attention que l’histoire de l’art consacra à la production de Boekhorst et à sa signification augmenta dans la seconde moitié du XXe siècle. Depuis lors, il est apparu que certaines œuvres attribuées à Rubens et Van Dyck étaient en fait dues à Boeckhorst. À l’inverse, on a pu aussi démontrer que des peintures attribuées à ce dernier avaient pu être réalisées par d’autres artistes. Ainsi est-il possible que la peinture Paysans sur le chemin du marché, qui se trouve à la Rubenshuis (la maison de Rubens) à Anvers, soit due à Frans Snyders, un élève de Pieter Bruegel le Jeune, qui collabora également avec Rubens. Une œuvre de l’élève de Rubens Jan van den Hoecke est un exemple d'œuvre erronément attribuée à Boeckhorst.
Dans la ville natale de Boeckhorst, Münster, on ne trouvait plus guère de ses œuvres. La ville combla cette lacune à la fin du XXe siècle en effectuant des achats et en rassemblant une collection que l’on peut voir à présent au Stadtmuseum. Une exposition des œuvres de Boeckhorst se tint en 1990 à la Rubenshuis (maison de Rubens) à Anvers et au Landesmuseum für Kunst und Kulturgeschichte à Münster. En 1998, le Stadtmuseum Münster présenta sa collection étoffée par des prêts.

## Varia
- À Münster, une rue porte son nom : la Bockhorststraße.